# Tae Satoya
Tae Satoya (里谷 多英?, Satoya Tae; Sapporo, 12 giugno 1976) è una sciatrice freestyle giapponese.
Ha partecipato a ben cinque edizioni dei giochi olimpici invernali (1994, 1998, 2002, 2006 e 2010) conquistando due medaglie.

## Palmarès
Olimpiadi
- 2 medaglie:
  - 1 oro (gobbe a Nagano 1998)
  - 1 bronzo (gobbe a Salt Lake City 2002)